# انتبه (فیلم)
۷ روز در انتبه (انگلیسی: 7 Days in Entebbe) یک فیلم در ژانر اکشن دلهره‌آور به کارگردانی ژوزه پادیلا و نویسندگی گرگوری برک است که در سال ۲۰۱۸ منتشر شد.

## داستان
در فیلم هفت روز در انتبه سربازان اسرائیلی در یک عملیات ضد تروریستی مأموریت می‌گیرند تا بیش از ۲۴۰ گروگان از یک فرودگاه در انتبه اوگاندا، در تابستان ۱۹۷۶ نجات دهند.